# India (rejon Grigoriopol)
India (ros. Индия, Indija) – wieś w Mołdawii (Naddniestrzu), w rejonie Grigoriopol, w gminie Butor. W 2004 roku liczyła 60 mieszkańców.

## Położenie
Miejscowość znajduje się na lewym brzegu Dniestru, pod faktyczną administracją Naddniestrza, w odległości 18 km od Grigoriopola i 71 km od Kiszyniowa.

## Historia
Wioska została założona w 1920 roku. Obecnie miejscowość jest na skraju wyginięcia.

## Demografia
Według danych spisu powszechnego w Naddniestrzu w 2004 roku wieś liczyła 60 mieszkańców, z czego większość, 56 osób, stanowili Mołdawianie.